# Rajd Dakar 2000

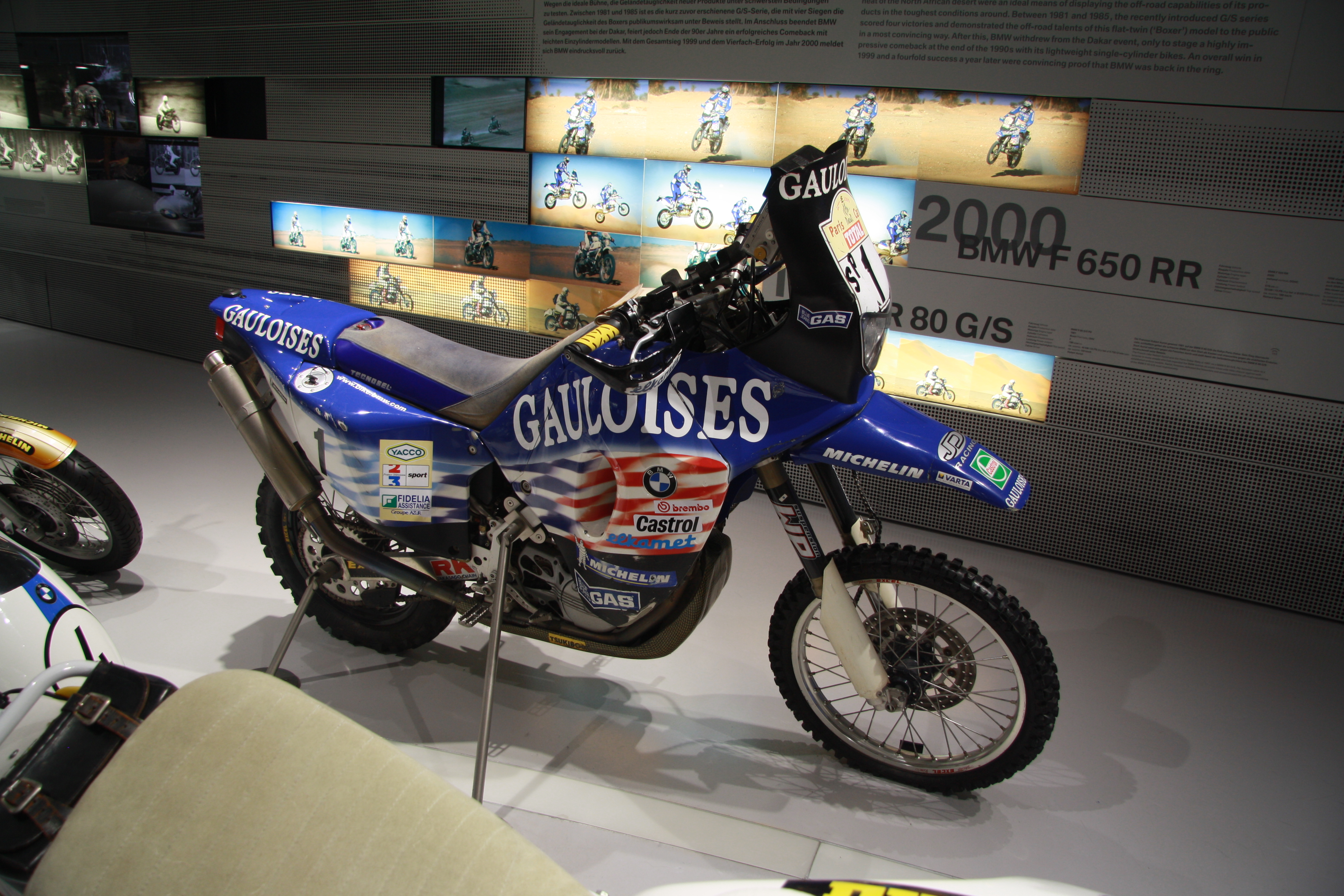
Motocykl BMW F 650 R z Rajdu Dakar 2000.

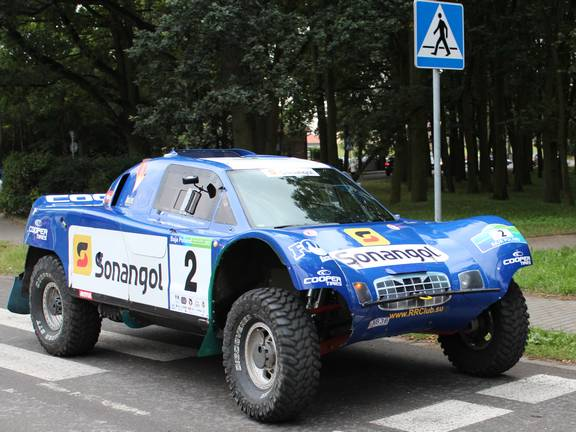
Samochód terenowy marki Schlesser-Renault (Buggy Renault) jakim Jean-Louis Schlesser zwyciężył w kategorii samochodów.

Rajd Dakar 2000 (Rajd Paryż-Dakar-Kair 2000) – 22. edycja Rajdu Dakar, która odbyła się na trasie Dakar – Niamey – Kair. Impreza rozpoczęła się w styczniu 2000 r. w Senegalu i zakończyła się w Kairze. Kilka etapów rajdu zostało anulowanych (pomiędzy Nigrem a Libią), z powodu zgłoszenia zagrożenia terrorystycznego. W klasyfikacji samochodów tryumfowali: Jean-Louis Schlesser z pilotem Henrim Magne, zaś w klasyfikacji motocyklistów Richard Sainct. Klasyfikację ciężarówek zdominowali Rosjanie: Władimir Czagin z pilotami Siemionem Jakubowem i Siergiejem Sawostinem.
W sumie udział wzięło 135 samochodów osobowych, 200 motocykli i 30 ciężarówek, z których odpowiednio 95, 107 i 23 dotarły do mety rajdu.

## Trasa
| Etap | Data                      | Start                         | Meta           | Łącznie (km) |
| ---- | ------------------------- | ----------------------------- | -------------- | ------------ |
| 1    | 6 stycznia                | Dakar                         | Tambacounda    | 594          |
| 2    | 7 stycznia                | Tambacounda                   | Kayes          | 359          |
| 3    | 8 stycznia                | Kayes                         | Bamako         | 711          |
| 4    | 9 stycznia                | Bamako                        | Bobo-Dioulasso | 608          |
| 5    | 10 stycznia               | Bobo-Dioulasso                | Wagadugu       | 762          |
| 6    | 11 stycznia               | Wagadugu                      | Niamey         | 733          |
|      | 12 stycznia - 16 stycznia | 5 etapów anulowanych w Nigrze |                |              |
| 7    | 17 stycznia               | Sabha                         | Waw el Kebir   | 469          |
| 8    | 18 stycznia               | Waw el Kebir                  | Waha           | 661          |
| 9    | 19 stycznia               | Waha                          | Khofra         | 647          |
| 10   | 20 stycznia               | Khofra                        | Ad-Dachila     | 852          |
| 11   | 21 stycznia               | Ad-Dachila                    | Ad-Dachila     | 606          |
| 12   | 22 stycznia               | Ad-Dachila                    | Wadi Rayan     | 722          |
| 13   | 23 stycznia               | Wadi Rayan                    | Kair           | 139          |

## Klasyfikacje końcowe

### Motocykle – najlepsza 10
| Poz. | Motocyklista    | Marka |
| ---- | --------------- | ----- |
| 1    | Richard Sainct  | BMW   |
| 2    | Oscar Gallardo  | BMW   |
| 3    | Jimmy Lewis     | BMW   |
| 4    | Jean Brucy      | BMW   |
| 5    | Jürgen Mayer    | KTM   |
| 6    | Éric Bernard    | KTM   |
| 7    | François Flick  | KTM   |
| 8    | Henk Knuiman    | KTM   |
| 9    | Bernardo Villar | KTM   |
| 10   | Yoshio Ikemachi | Honda |

### Samochody – najlepsza 10
| Poz. | Kierowca / pilot                         | Marka             |
| ---- | ---------------------------------------- | ----------------- |
| 1    | Jean-Louis Schlesser / Henri Magne       | Schlesser-Renault |
| 2    | Stéphane Peterhansel / Jean-Paul Cottret | Mega              |
| 3    | Jean-Pierre Fontenay / Gilles Picard     | Mitsubishi        |
| 4    | José Maria Servià / Jean-Marie Lurquin   | Schlesser-Renault |
| 5    | Jutta Kleinschmidt / Tina Thörner        | Mitsubishi        |
| 6    | Hiroshi Masuoka / Andreas Schultz        | Mitsubishi        |
| 7    | Bruno Saby / Yves Truelle                | Ford-Ranger       |
| 8    | Thierry De Lavergne / Jacky Dubois       | Nissan            |
| 9    | Henri Pescarolo / Alain Guéhennec        | Nissan            |
| 10   | Ramon Vila Altimir / Rosendo Tourinan    | Nissan            |

### Ciężarówki – najlepsza 10
| Poz. | Kierowca           | Piloci                               | Marka         |
| ---- | ------------------ | ------------------------------------ | ------------- |
| 1    | Władimir Czagin    | Siemion Jakubow Siergiej Sawostin    | Kamaz         |
| 2    | Karel Loprais      | Radomir Stachura Petr Gilar          | Tatra         |
| 3    | Firdaus Kabirow    | Ajdar Biełajew Władimir Goloub       | Kamaz         |
| 4    | André de Azevedo   | Tomas Tomecek Petr Vodak             | Tatra         |
| 5    | Yoshimasa Sugawara | Seiichi Suzuki Teruhito Sugawara     | Hino          |
| 6    | Bedrich Sklenovsky | Milan Koreny Josef Kalina            | Tatra         |
| 7    | Klaus Bauerle      | Anek Schurhagl                       | Mercedes-Benz |
| 8    | Jean-Paul Bosonnet | Serge Lacourt Pascal Bonnaire        | Tatra         |
| 9    | Raphael Gimbre     | François Marcheix Ai Nhat Bui        | Mercedes-Benz |
| 10   | Peter Reif         | Johann Deinhofer Holger Hermann Roth | MAN SE        |